# Brandon Bielak
Brandon Michael Bielak (Municipio de Edison, Nueva Jersey, 2 de abril de 1996) es un jugador profesional estadounidense de béisbol que se desempeña en la posición de lanzador en Houston Astros, equipo de las Grandes Ligas de Béisbol (MLB).

## Carrera
Fue seleccionado en la 11.ª ronda en el Draft de la MLB de 2017. En 2020 hizo su debut profesional con el equipo Houston Astros, donde lleva jugando cinco temporadas.